# Карнали (зона Непала)
Карнали (непальск. कर्णाली अञ्चल) — зона (административная единица) на северо-западе Непала. Входит в состав Среднезападного региона страны. Административный центр — город Джумла.

## Население
Население по данным переписи 2011 года составляет 388 713 человек; по данным переписи 2001 года оно насчитывало 309 084 человека.

## География
Площадь зоны составляет 21 351 км² (крупнейшая зона страны). Граничит с зоной Сетхи (на западе), зоной Дхаулагири (на юго-востоке), зонами Рапти и Бхери (на юге), а также с Тибетским автономным районом Китая (на севере). Это один из наиболее бедных и труднодоступных регионов страны. На территории зоны расположены 2 национальных парка: Рара (106 км²) и Шей-Пхоксундо (3555 км²).

## Административное деление
Зона подразделяется на 5 районов:
- Долпа
- Хумла
- Джумла
- Каликот
- Мугу